# Laudomia Bonanni
Laudomia Bonanni (geb. 8. Dezember 1907 in L’Aquila; gest. 21. Februar 2002 in Rom) war eine italienische Schriftstellerin. Ihr wurde der Literaturpreis Premio Laudomia Bonanni gewidmet.

## Leben
Bonanni wuchs in bescheidenen Verhältnissen auf und begann im Alter von 17 Jahren als Lehrerin in abgelegenen Bergdörfern zu arbeiten. Neben ihrer Lehrtätigkeit schrieb sie bereits in jungen Jahren Kinderbücher und Artikel. Ihr literarischer Durchbruch erfolgte 1948, als sie für ihre Erzählung Il fosso den renommierten Preis Amici della domenica erhielt.
Bonanni veröffentlichte in den folgenden Jahren zahlreiche Werke. In den späten 1960er-Jahren zog sie sich in einer Schaffenskrise aufgrund von Depressionen aus der Öffentlichkeit zurück, kehrte jedoch mit Città del tabacco (1977) und Il bambino di pietra (1979) in die literarische Welt zurück. Sie verbrachte die letzten Jahre ihres Lebens in Rom.

## Wirken

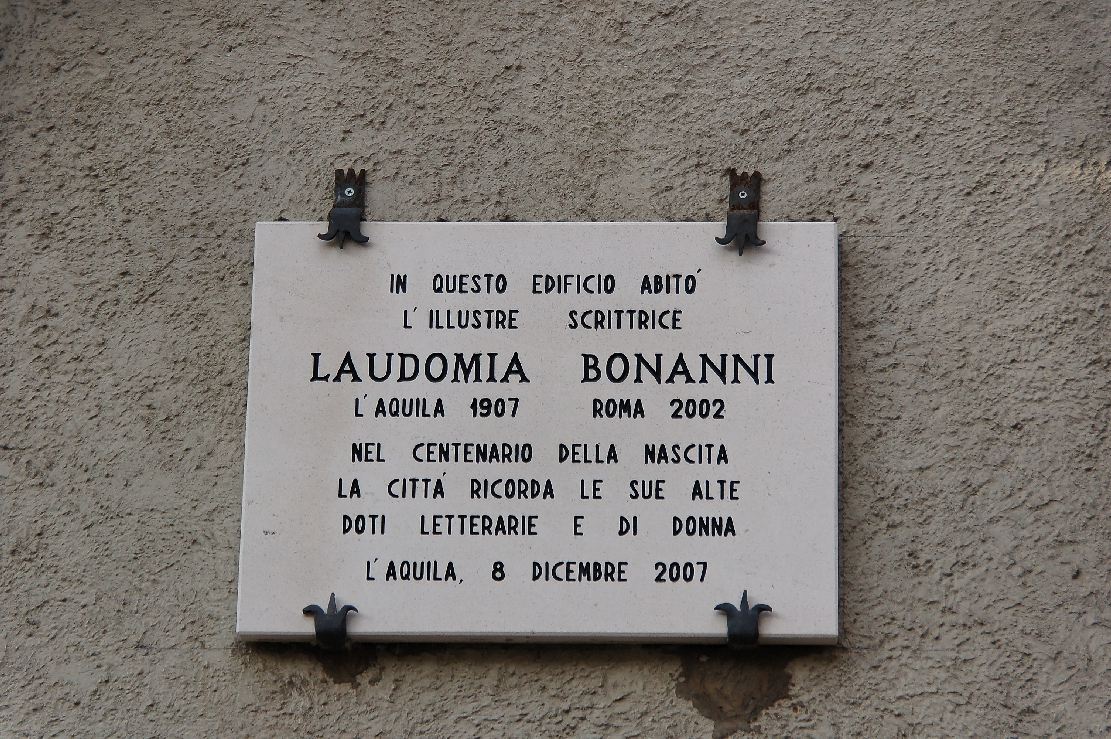
Erinnerungstafel am Geburtshaus von Laudomia Bonanni in L’Aquila

Bonanni war eine der bedeutenden Schriftstellerinnen der italienischen Nachkriegsliteratur. Ihre Werke thematisieren oft die Rolle der Frau und die Herausforderungen der Mutterschaft. Ihr Roman Il bambino di pietra (1979) ist ein Beispiel für ihre Auseinandersetzung mit dem Thema der Mutterschaft und des Weiblichen. Die Protagonistin des Romans hinterfragt die traditionelle Vorstellung von Mutterschaft und reflektiert die Möglichkeit einer „symbolischen Mutterschaft“, die auf Wissen und Vertrauen beruht und nicht auf dem biologischen Akt des Gebärens. Bonannis Erzählweise war von psychologischer Tiefe und einer klaren feministischen Perspektive geprägt. Ihr Spätwerk La rappresaglia (geschrieben 1985, postum veröffentlicht 2003) befasste sich mit den Schrecken des Krieges und mit der Resistenza, wobei sie stilistisch komplexe narrative Strukturen verwendete.

## Rezeption
1960 wurde ihr Roman L’imputata mit dem Viareggio-Preis gewürdigt. Ihr nächstes Werk, L’adultera, gewann den Campiello Selection Prize 1964. Diese Bücher wurden ins Französische und Spanische übersetzt.
Ihr Buch Vietato ai minori erhielt 1975 den nationalen Rhegium Julii-Preis für Belletristik.
Nach ihrem Ableben, 2002, wurde ihr zu Ehren in L’Aquila der internationale Premio Letterario Internazionale L’Aquila gestiftet, der jährlich vergeben wird.
Die posthume Veröffentlichung des Romans La reppresaglia (2003) sowie der Nachdruck zweier weiterer Werke (Il fosso (2004) und L’imputata (2007)) bestätigen das Interesse an ihrem Werk.

## Werke (Auswahl)
(Quelle: Open Library)
- Storie tragiche della montagna. Novelle d’Abruzzo, L’Aquila, Vecchioni, 1927.
- Il canto dell’acqua, Palermo, Ires, 1928.
- Damina Celina ed altri racconti, Firenze, Bemporad, 1935.
- Men: avventura al Nuovo Fiore, Mailand, Bompiani, 1939.
- Le due penne del pappagallino Verzè, Turin, Paravia, 1948.
- Il fosso, Mailand, Mondadori, 1949; Mailand, Bompiani, 1968; L’Aquila, Textus, 2004.
- L’imputata, Mailand, Bompiani, 1960; L’Aquila, Textus, 2007.

- Proceso a una mujer, Barcelona, Vergara, 1962. (spanisch)
- L’Inculpée, Paris, Albin Michel, 1965. (französisch)

- L’adultera, Mailand, Bompiani, 1964.

- L’Adultère, Paris, Albin Michel, 1965. (französisch)

- Vietato ai minori, Mailand, Bompiani, 1974; L’Aquila, Textus, 2017.
- Il bambino di pietra, Mailand, Bompiani, 1979; Roma, Cliquot, 2021.[1]
- Le droghe, Mailand, Bompiani, 1982.
- La rappresaglia, L’Aquila, Textus, 2003.[9]

- The Reprisal: A Novel (La rappresaglia), Übersetzung von Susan Stewart und Sara Teardo, Chicago, University of Chicago Press, 2013, ISBN 978-0-226-06380-5. (englisch)

- Fausta Samaritani (Hrsg.): Epistolario, vol. I,Lanciano, Carabba, 2006, ISBN 88-88340-99-8.